# Max Hainle
Max Hainle, né le 23 février 1882 à Dortmund et mort le 19 avril 1961 est un nageur  et joueur de water-polo allemand. Il participe à trois épreuves durant les Jeux olympiques de 1900 à Paris, remportant le relais 200 m par équipes.

## Jeux olympiques
- Jeux olympiques de 1900 à Paris (France) :
  -  Médaille d'or au relais 200 m par équipes.
  - 4e au 1 000 m nage-libre
  - Quart-de-Finaliste au Water-Polo